# Truppslag
I sin nuvarande användning innebär ordet truppslag åtskillnad mellan olika typer av förband inom en försvarsgren (även kallade vapenslag). 
- En armé kan delas upp i truppslagen infanteri, kavalleri, pansartrupper, artilleri, luftvärn, ingenjörtrupper, signaltrupper och trängtrupper.

- Ett flygvapen kan delas in i olika flygförband (stridsflyg, transportflyg etc.) och markförband.

- En marin kan delas upp i olika fartygsenheter (ytstrid, ubåt etc.) marinflyg, basförband, kustartilleri och marininfanteri.

Vissa typer av stödenheter kan vara försvarsgrensspecifika eller gemensamma, exempelvis auditör, läkare, själavårdspersonal etc.

## Truppslag i Sverige
Svenska armén är indelad i följande truppslag (bokstäver inom parentes används i förbandbeteckningarna inom respektive truppslag): infanteriet (I), kavalleriet (K), pansartrupperna (P), artilleriet (A), luftvärnet (Lv), ingenjörtrupperna (Ing), signaltrupperna (S) och trängtrupperna (T). Så är till exempel "Lv 6" förbandsbeteckningen för Luftvärnsregementet.
Arméflyget (AF) upphörde som truppslag då Arméns flygresurser 1998 överfördes till den nybildade Helikopterflottiljen.
Under den äldre Vasatiden fanns egentligen endast två truppslag, fotfolket och rytteriet. Artilleriet betraktades mer som ett skrå. Fotfolkets truppförband kallades "fänika" och rytteriets förband "fana". De utgjorde både den administrativa och taktiska enheten. Motsvarande tyska förband vid Gustav Vasas värvade krigsfolk var deras förebild.